# 水晶宮2015年至2016年球季
水晶宫2015年至2016年球季（英語：2015–16 Crystal Palace F.C. season）是水晶宫足球俱乐部在英格蘭足球聯賽第89個球季，是於2013年透過附加賽升班重返頂級聯賽的第三個球季，上季以第10位結束球季。

## 球衣
| 主場球衣 | 作客球衣 |

## 球員名單
粗體字為本季新加盟球員

## 成績

### 大倫敦打吡

#### 東·南倫敦打吡
韋斯咸

#### 南·北倫敦打吡
阿仙奴
熱刺

#### 西·南倫敦打吡
車路士

## 外部連結
- Crystal Palace F.C. 水晶宮官網
- espnfc.com: Crystal Palace Home （页面存档备份，存于）
- Crystal Palace F.C. on Soccerbase （页面存档备份，存于）
- crystalpalace-mad （页面存档备份，存于）
- historicalkits.co.uk: Barclays English Premier League 2015 - 2016 （页面存档备份，存于）